# Relaciones Cuba-Grecia
Las relaciones Cuba-Grecia se refiere a las relaciones bilaterales entre Cuba y Grecia. Cuba tiene una embajada en Atenas y Grecia tiene una embajada en La Habana. Las posiciones griegas sobre asuntos relacionados con Cuba se elaboran conjuntamente con otros miembros de la Unión Europea.

## Historia

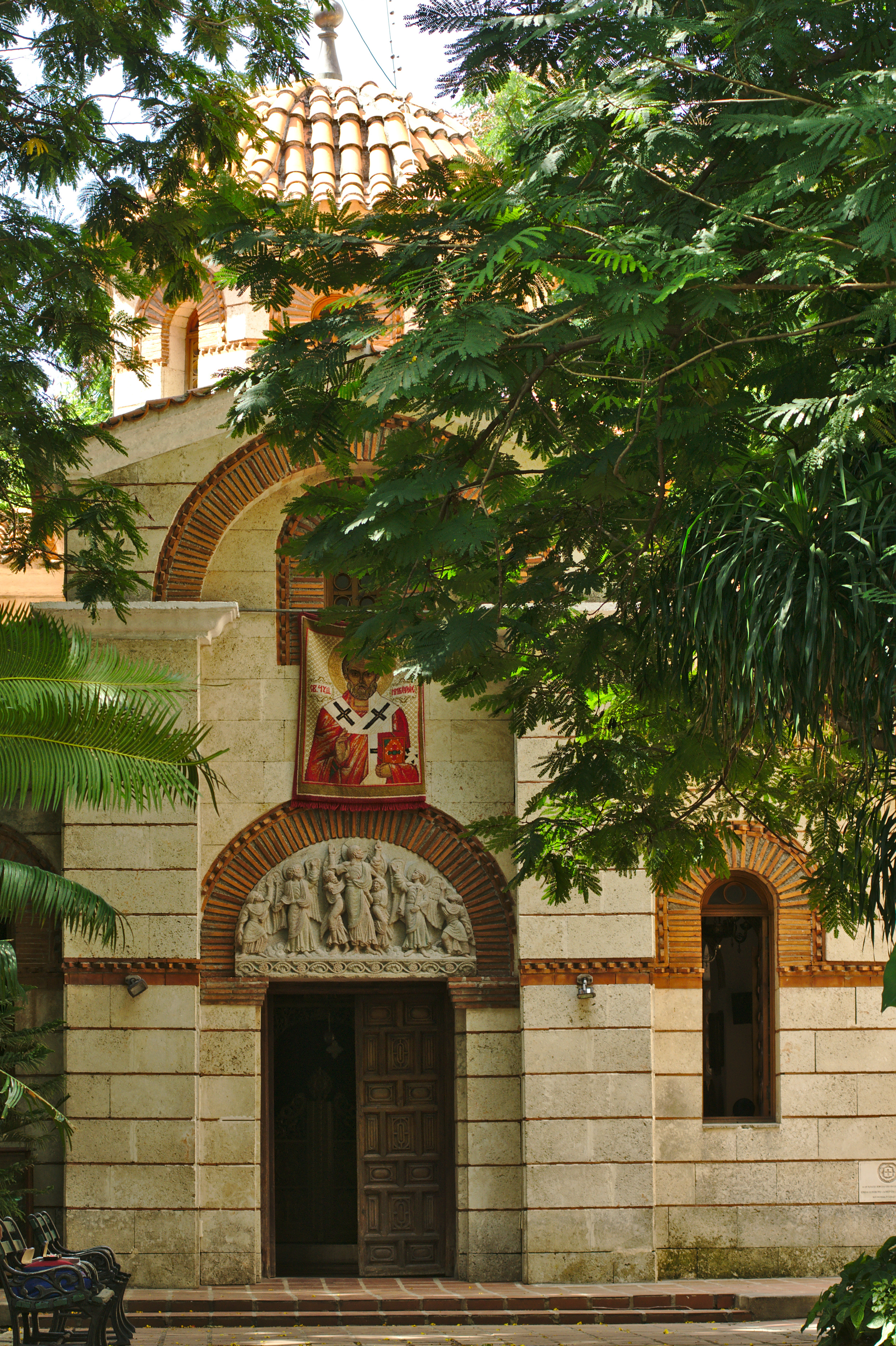
Iglesia Ortodoxa Griega de San Nicolás en La Habana.

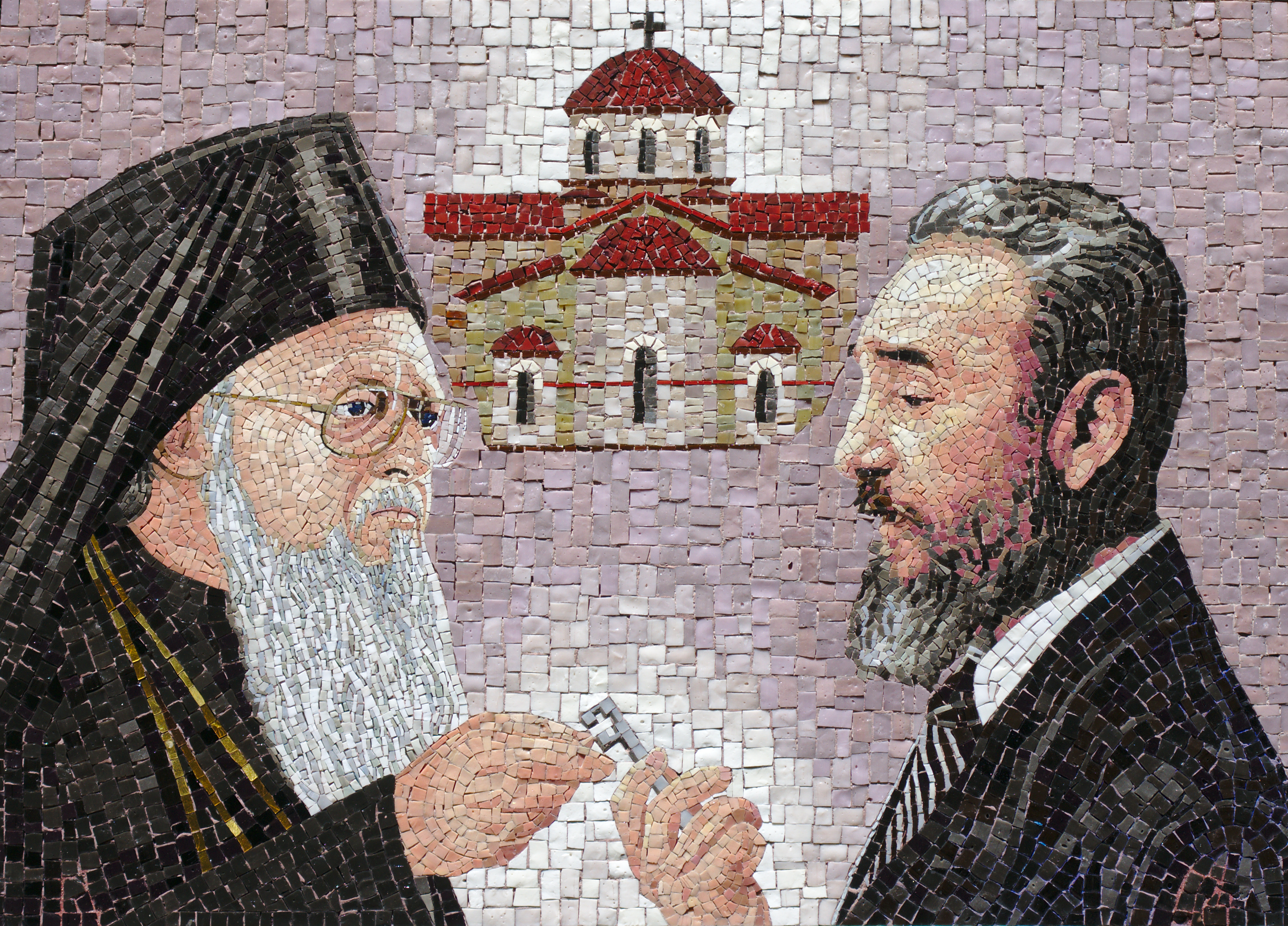
Mosaico que representa la entrega de las llaves por Fidel Castro al Patriarca Bartolomé.

Hay entre 30 y 50 personas de ascendencia griega en Cuba. Se localizan sobre todo en La Habana, donde hay una embajada griega. En 2004, Cuba construyó su primera iglesia en 43 años, la Iglesia Ortodoxa Griega de San Nicolás en La Habana Vieja. Da servicio a los aproximadamente 8.000 cristianos ortodoxos de La Habana, 50 de los cuales son griegos.  La primera iglesia griega, los Santos Constantino y Helena, fue construida en 1950, pero nunca ha sido utilizada para servicios religiosos. Desde 2004 está ocupada por una compañía de teatro infantil, a pesar de los esfuerzos diplomáticos de Giorgos Kostoulas, embajador de Grecia en Cuba, para devolver a la iglesia a su propósito original.
El primer ministro griego, Alexis Tsipras, fue uno de los treinta líderes políticos, y el único de Europa, que asistió al funeral de Fidel Castro en 2016.